# Novembre 1794

## Événements
- 4 novembre :

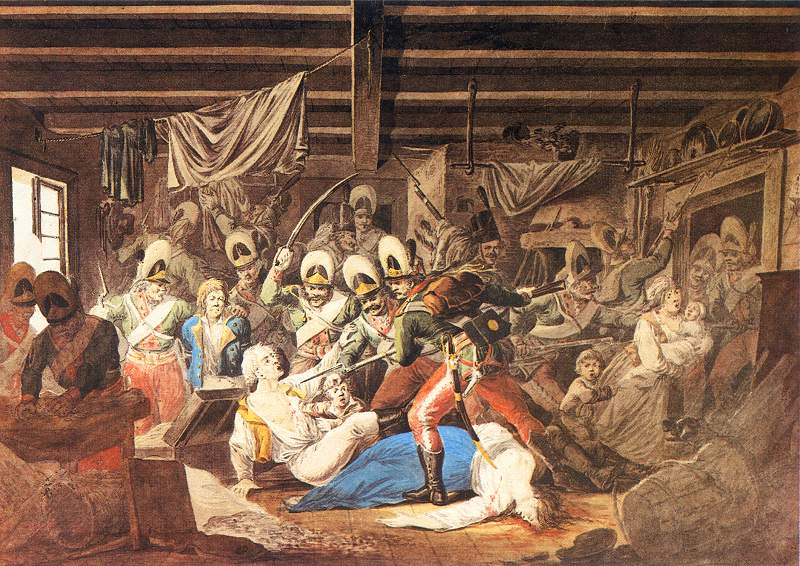
4 novembre : massacre de Praga.

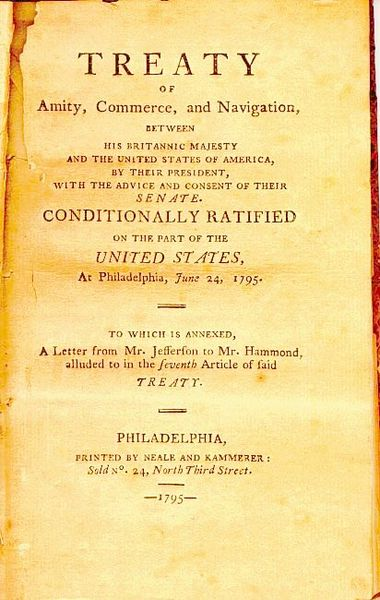
Traité de Londres

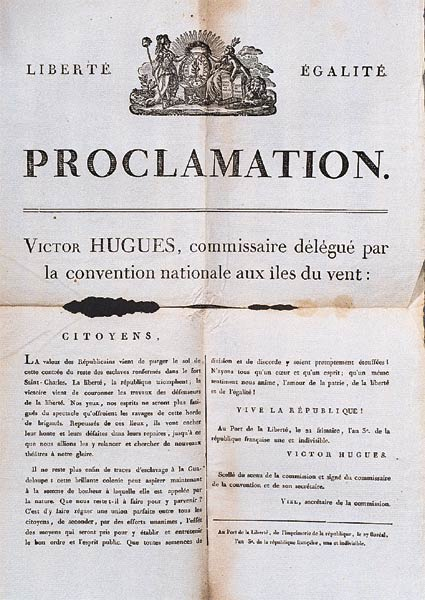
Proclamation de Victor Hughes (1770-1826) le 1 novembre 1794, quelques mois après l'abolition de l'esclavage : La liberté, la république triomphent… Il ne reste plus enfin de traces d'esclavage à La Guadeloupe

  - Varsovie capitule après le massacre de la population du faubourg de Praga par les troupes de Souvorov. 20 000 civils sont tués par les soldats russes[1].
  - Bataille de Praga.

- 5 novembre (15 brumaire an III) : prise de Maastricht par la France[2]. Pichegru conquiert les Pays-Bas durant l'hiver 1794-1795.

- 6 novembre (16 brumaire an III) : combat du 6 novembre 1794.

- 9 novembre (19 brumaire an III), France : la loi sur l'accaparement est amendée. La confiscation des denrées remplace la peine de mort. La fixation du maximum des prix passe de la Conventions aux autorités de district.

- 11 novembre (21 brumaire an III) :
  - Traité de Canandaigua. Le traité établi la paix et l'amitié entre les États-Unis et les Six Nations et affirme des droits territoriaux Haudenosaunee dans l'État de New York.
  - France : fermeture du club des Jacobins.

- 16 novembre (26 brumaire an III), France : les lois contre les émigrés et les prêtres réfractaires sont maintenues.

- 17 - 20 novembre (27 - 30 brumaire an III) : victoire française à la bataille de la Sierra Negra ou de Sant Llorenç de la Muga. Les Français occupent le Guipuscoa et la Catalogne. Figueras tombe le 28 novembre, dans la panique qui suit la mort du comte de La Unión le 20[3]. Les Français ne réussissent pas à réveiller le sentiment indépendantiste de ses régions, en raison des pillages et des mesures déchristianisatrices des armées d’occupation.

- 18 novembre (28 brumaire an III), France : décrets Lakanal sur l’instruction publique.

- 19 novembre : traité de Londres d'amitié, de commerce et de navigation entre les États-Unis et les Britanniques[4]. Il résout les différents à la frontière du nord ouest des États-Unis (ratifié en 1795).

- 22 novembre (2 frimaire an III) : début du siège de Luxembourg, prise par les Français le 13 juin 1795[2].

- 27 novembre (7 frimaire an III), France : organisation des écoles de santé à Paris, Montpellier et Strasbourg. Elles délivrent des doctorats en médecine et en chirurgie après 4 ans d’études.

## Naissances
- 20 novembre : Wilhelm Peter Eduard Simon Rüppell (mort en 1884), naturaliste et explorateur allemand.
- 28 novembre : Cosimo Ridolfi (mort en 1865), agronome et homme d'État italien.

## Décès
- 18 novembre (28 brumaire an III) : Jacques François Dugommier, général français (° 1er août 1738), tué à la bataille de la Sierra Negra, près de Figueras en Catalogne espagnole.